# Bonnie a Clyde

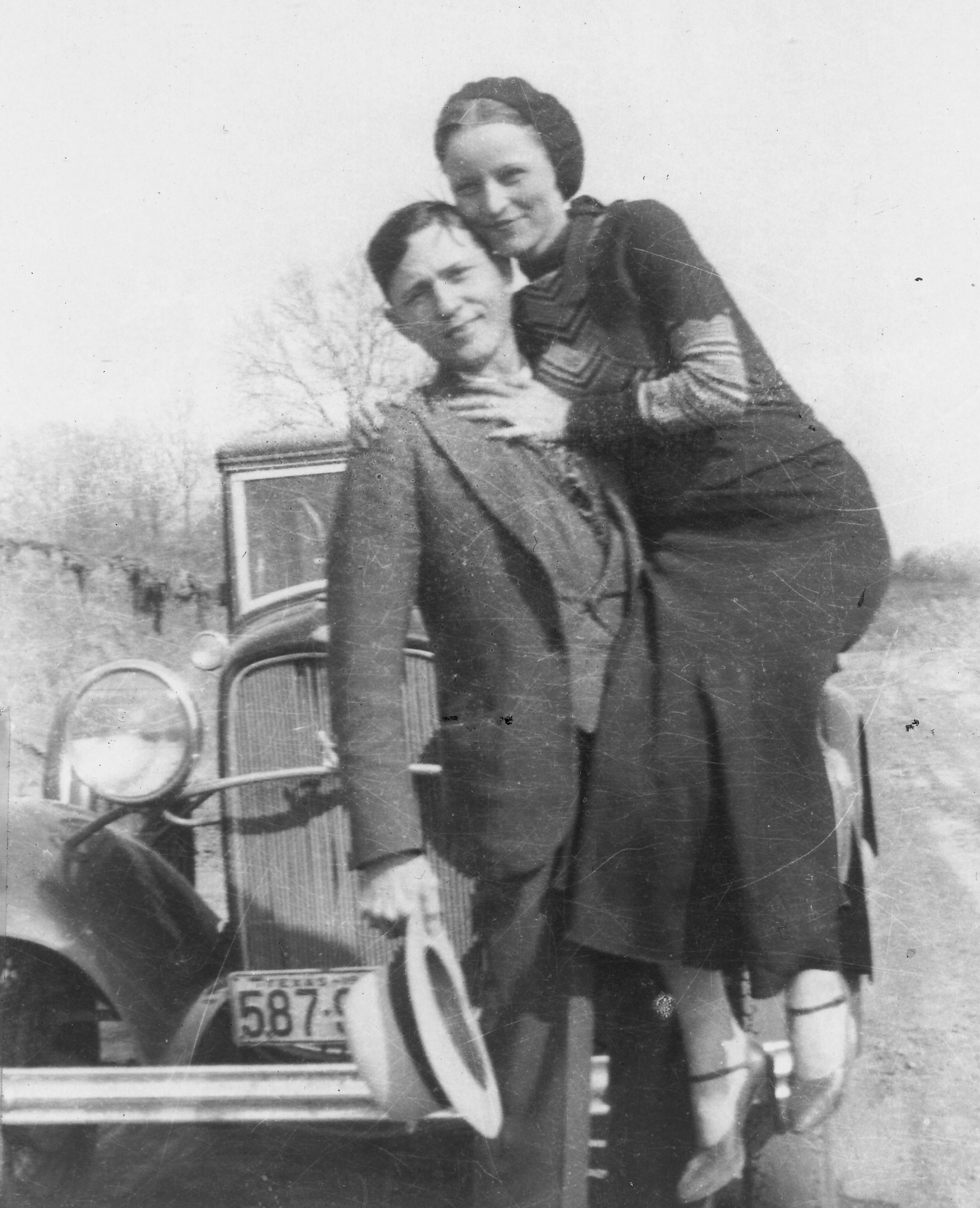
Clyde Barrow a Bonnie Parkerová

Bonnie Elizabeth Parkerová (1. října 1910 – 23. května 1934) a Clyde Chestnut Barrow (24. března 1909 – 23. května 1934) byli známí američtí zločinci, kteří se svým gangem procestovali střední část Spojených států amerických v době světové hospodářské krize v letech 1929–1933. Americkým tiskem a čtenářskou veřejností bylo jejich působení označováno za „éru nepřátel veřejnosti“ (v originále: public enemy era, na základě častého používání termínu „nepřítel veřejnosti“ – public enemy, kterým byli ve 30. letech 20. století v USA označováni společensky nebezpeční gangsteři). Tato éra spadá do období mezi lety 1931 a 1934.
I když jsou dnes známy i jeho bankovní loupeže, Clyde dával zprvu přednost přepadání malých obchodů nebo venkovských čerpacích stanic.
Má se za to, že gang zabil nejméně devět policistů a má na svědomí i několik vražd civilistů. Nakonec byli Clyde a Bonnie dostiženi a zabiti v Louisianě 23. května 1934.

## Počátky

### Clyde Barrow
Narodil se v Texasu poblíž města Telica, jižně od Dallasu. Byl pátým ze sedmi dětí z chudé farmářské rodiny. Poprvé byl zatčen koncem roku 1926. Podruhé byl zatčen s bratrem Marvinem „Buckem“ Barrowem těsně po prvním zatčení za přechovávání kradené drůbeže. Přestože měl legální zaměstnání, Clyde mezi lety 1927–1929 vykrádal trezory, obchody a kradl i auta. Následovala zatčení v letech 1928 a 1929, v dubnu 1930 byl odeslán do věznice Eastham. Ve vězení byl sexuálně zneužíván svým spoluvězněm, kterého nakonec úderem trubkou do hlavy zabil. Byla to jeho první vražda. Po podmíněném propuštění v únoru 1932 se stal ještě tvrdším zločincem.
V pokračující zločinecké kariéře se soustřeďoval na malé obchody, potraviny, čerpací stanice; dalších asi deset až patnáct bankovních loupeží bylo přisouzených jemu a jeho bandě. Měl svou oblíbenou zbraň M1918 Browning Automatic Rifle (BAR). Jeho prioritou nebyla sláva nebo zisk z bankovních loupeží, ale především pomsta společnosti za texaský vězeňský systém, ve kterém nejvíce trpěl.

### Bonnie Parkerová
Bonnie Elizabeth Parkerová se narodila ve městě Rowena v Texasu jako druhé ze tří dětí. Její otec Charles byl zedník a zemřel, když jí byly čtyři roky. Svou matku Emmu přiměla k tomu, aby se přestěhovali do jižního Dallasu, ale i tam žily v chudobě. Na střední škole vynikala v tvůrčím psaní, vyhrála krajskou literární soutěž pro školu Cement City School, a pořizovala také rozhovory s místními politiky. 25. září 1926, těsně před svými šestnáctými narozeninami, se provdala za Roye Thorntona. Jejich společný život byl však krátký, v lednu 1929 se rozešli, ale nikdy se nerozvedli. Bonnie měla na ruce svatební prsten i v den své smrti 23. května 1934. Její muž na její smrt reagoval slovy: „Jsem rád, že zemřeli, je to lepší, než kdyby je chytili.“ 5. března 1933 byl Thornton odsouzen na pět let do vězení za vloupání. 3. října 1937 byl zabit strážníky, když se pokoušel o útěk z vězení v Easthamu.

#### Role Bonnie
Role Bonnie Parkerové byla vždy předmětem sporu. Členové její zločinecké skupiny W. D. Jones a Ralph Fults vypověděli, že ji nikdy neviděli vystřelit z nějaké zbraně. Jones řekl vyšetřovatelům, že střílela snad dvakrát či třikrát; sám byl zatčen v roce 1933.
V roce 1968 si ještě vzpomínal: „V průběhu pěti velkých přestřelek, při nichž jsem byl s nimi, Bonnie ani jednou nevystřelila z pistole.“ Mladší sestra Clyda Marie rovněž konstatovala: „Bonnie nikdy nevystřelila ze zbraně, jen následovala mého bratra bez ohledu na to, kam šel.“ Obraz Bonnie jako zlodějky kouřící cigaretu byl zvěčněn na obrázku, který našla policie a předala tisku; Bonnie na něm měla v ústech cigaretu značky Camel, i když sama nikdy oficiálně nekouřila.[zdroj⁠?!]